# Live After Death (musikvideo)
Live After Death är en livevideo med den brittiska heavy metalgruppen Iron Maiden. Den släpptes samtidigt som liveskivan med samma namn, Live After Death, i oktober, 1985. Videon spelades in under World Slavery Tour 84/85, på arenan Long Beach Arena i Long Beach, Kalifornien, USA. Den består inte bara av en konsert utan från hela fyra stycken som bandet gav mellan den 14 och 17 mars, 1985. Den har år 2008 också släppts på dvd, som den andra delen av "The History of Iron Maiden".

## Intro
Introt till skivan är ett tal av Winston Churchill, premiärminister i England under andra världskriget som han höll den 4 juni, 1940.

"... We shall go on to the end, we shall fight in France, we shall fight on the seas and oceans, we shall fight with growing confidence and growing strength in the air, we shall defend our Island, whatever the cost may be, we shall fight on the beaches, we shall fight on the landing grounds, we shall fight in the fields and in the streets, we shall fight in the hills; we shall never surrender ..."

## Låtlista
1. Intro: Churchill's Speech (Churchill)
2. Aces High (Harris)
3. 2 Minutes to Midnight (Smith, Dickinson)
4. The Trooper (Harris)
5. Revelations (Dickinson)
6. Flight of Icarus (Smith, Dickinson)
7. Rime of the Ancient Mariner (Harris)
8. Powerslave (Dickinson)
9. The Number of the Beast (Harris)
10. Hallowed Be Thy Name (Harris)
11. Iron Maiden (Harris)
12. Run to the Hills (Harris)
13. Running Free (Harris, Di'Anno)
14. Sanctuary (Harry, Di'Anno, Murray)

## Banduppsättning
- Steve Harris - bas
- Dave Murray - gitarr
- Bruce Dickinson - sång
- Nicko McBrain - trummor
- Adrian Smith - gitarr